# Ismétlőfegyver
Az ismétlőfegyver olyan lőfegyver, amelynek a lövések egymást követő ismételt leadásához kézi működtetésű szerkezetre van szüksége. Az egylövetű lőfegyverből kifejlesztett, nagyobb tűzgyorsaságot produkáló lőfegyvertípus. Rendelkezik az ismételt lövések leadásához szükséges tölténytárral és a töltést–ürítést segítő tolózárral, fejlettebb típusok esetén forgó-tolózárral. A tolózár működése kézi lőfegyverek esetén lehet egyenes húzású, vagy forgó, mindkét esetben mozgatókar (fogantyú) és fogógomb (-gömb) segíti a zármozgatást.
Leggyakrabban a vadászpuskákban és egyéb, pontos lövéseket igénylő csöves tűzfegyverekben alkalmazzák.
Magyarországon megfelelő (rendőrségi) engedéllyel lehet ismétlőfegyvert, illetve sorozatlövő (önműködő/automata) fegyverből átalakított ismétlőfegyvert tartani (például ismétlőfegyverré átalakított PPS–41). Valamint jogszabályi keretek között lehet ismétlő gáz-riasztófegyver tartása. Ilyen a Gorkij–47, amely az AK–47 gépkarabély magyarországi ismétlő gáz-riasztófegyver-változata.